# 新潟県道167号古津停車場線
新潟県道167号古津停車場線（にいがたけんどう167ごう ふるつていしゃじょうせん）は、新潟県新潟市秋葉区内の一般県道である。

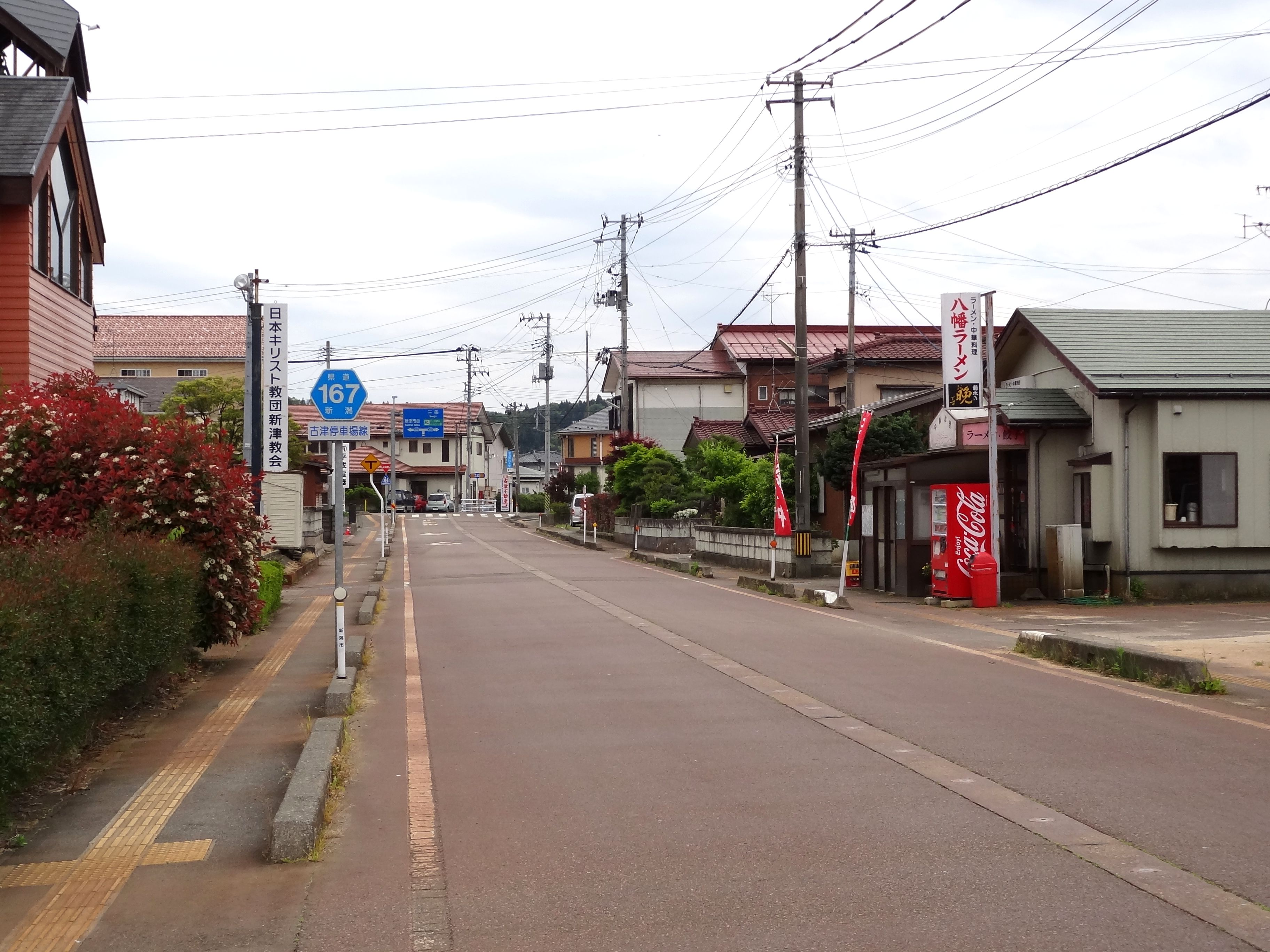
古津駅前通り

## 概要
JR信越本線・古津駅東口と県道320号（旧国道403号）を結ぶ。

### 路線データ
- 起点：新潟市秋葉区朝日字塩辛（＝古津駅東口）
- 終点：新潟市秋葉区

## 路線状況

### 通称
- 古津駅前通り

## 地理

### 通過する自治体
- 新潟県
新潟市（秋葉区）

### 交差する道路
- 新潟県道320号新津小須戸線